# Naomi Ōsaka
Naomi Ōsaka (jap. 大坂 なおみ, Ōsaka Naomi; * 16. Oktober 1997 in Osaka) ist eine japanische Tennisspielerin. Ab 2018 stieg sie im Einzel in die Weltspitze auf und konnte bislang vier Grand-Slam-Turniere gewinnen (Australian Open 2019 und 2021, US Open 2018 und 2020). Am 28. Januar 2019 übernahm sie als erste asiatische Tennisspielerin die Spitze der Weltrangliste im Dameneinzel.
Im Jahr 2021 entfachte sie als letzte Fackelläuferin die Olympische Flamme in Tokio anlässlich der Olympischen Sommerspiele.

## Leben

### Persönliches
Naomi Ōsaka wurde in der westjapanischen Stadt Osaka geboren. Ōsakas Vater Leonard „San“ François kommt aus dem Karibikstaat Haiti, ihre japanische Mutter Tamaki Ōsaka stammt von der Insel Hokkaidō. Der Großvater verstieß ihre Mutter, weil sie einen Schwarzen geheiratet hatte, weshalb die Familie in die Vereinigten Staaten zog, als Ōsaka drei Jahre alt war. Dort wuchs sie in Long Island im Bundesstaat New York auf. Sie besaß neben der japanischen die US-amerikanische Staatsbürgerschaft, die sie jedoch 2019 anlässlich ihres 22. Geburtstags ablegte. Grund dafür war das japanische Recht, welches Menschen mit doppelter Staatsbürgerschaft verpflichtet, sich bis zum 22. Geburtstag für eine Staatsbürgerschaft zu entscheiden. Dieser Schritt ermöglichte es ihr, für Japan an den Olympischen Spielen in Tokio teilzunehmen.
Naomi Ōsaka besuchte die „Alden Terrace“ Grundschule in Elmont und anschließend die Oberschule „Broward Virtual School (BVS)“ in Coconut Creek im Bundesstaat Florida, wohin sie mit ihrer Familie aufgrund der besseren Trainingsmöglichkeiten gezogen war. Ihre Tennisschulen waren die „Florida Tennis SBT Academy“ (ehemals „Harold Solomon Institute“) und die „ProWorld Tennis Academy“ in Florida. Ihre eineinhalb Jahre ältere Schwester Mari spielte ebenfalls professionell Tennis.
Im Juli 2023 wurden sie und ihr damaliger Lebensgefährte, der Rapper Cordae, mit dem sie bis Anfang 2025 liiert war, Eltern einer Tochter.

### Soziales und politisches Engagement
Ōsaka nutzt ihre mediale Präsenz wiederholt für politisches und soziales Engagement. Insbesondere seit 2020 kritisiert sie Rassismus in den USA und in Japan. In diesem Zusammenhang rief sie auch zur Beteiligung an den Black-Lives-Matter-Protesten auf und solidarisierte sich mit Colin Kaepernick. Im August 2020 boykottierte sie anlässlich von Polizeigewalt gegen Schwarze in den USA ihr Halbfinalspiel bei den in New York City stattfindenden Western & Southern Open. Die Turnierleitung sagte daraufhin alle Partien für den festgelegten Tag ab. Bei den folgenden US Open trug Ōsaka bedingt durch die COVID-19-Pandemie zu jeder Partie einen Mund-Nasen-Schutz, auf dem der Name eines Opfers von Polizeibrutalität stand. Beim Finale erinnerte sie an den 2014 erschossenen afroamerikanischen Schüler Tamir Rice.

## Karriere
Ōsaka spielte zunächst hauptsächlich Turniere auf dem ITF Women’s Circuit. Im Juli 2014 qualifizierte sie sich in Stanford erstmals für das Hauptfeld eines WTA-Turniers und erreichte dort die zweite Runde.
Bei den Australian Open gelang ihr 2016 zum ersten Mal die Qualifikation für ein Grand-Slam-Turnier. Mit Siegen über Donna Vekić und Elina Switolina zog sie auf Anhieb in die dritte Runde ein. Beim Einzelwettbewerb der French Open, für den sie aufgrund ihrer Weltranglistenposition direkt qualifiziert war, konnte sie ihr gutes Abschneiden wiederholen. Im Oktober 2016 erreichte sie das Finale von Tokio (Zweisatzniederlage gegen Caroline Wozniacki).
Bei den US Open warf sie 2017 in der ersten Runde Titelverteidigerin Angelique Kerber in zwei Sätzen mit 6:3 und 6:1 aus dem Turnier. Im März 2018 gewann sie ihren ersten WTA-Titel – und dies beim hochkarätig besetzten Turnier in Indian Wells. Dadurch konnte sie sich in der Weltrangliste von Platz 44 auf Platz 22 verbessern. Im September 2018 gewann sie bei den US Open als erste Japanerin in der Tennisgeschichte ihren ersten Grand-Slam-Titel. Im Finale besiegte sie Serena Williams mit 6:2 und 6:4. Durch diesen Sieg verbesserte sie sich in der Weltrangliste auf die siebte Position und gehörte erstmals zu den Top Ten. Bei den Australian Open gewann sie durch einen Dreisatzsieg gegen Petra Kvitová das zweite Grand-Slam-Turnier nacheinander und übernahm nach dem Turnier für 17 Wochen die Spitze der Weltrangliste. Bei den folgenden Grand-Slam-Turnieren konnte sie die Erfolgsserie nicht fortschreiben und scheiterte in Paris und Wimbledon früh, bei den US Open im Achtelfinale an Belinda Bencic.
Seit 2017 spielt sie für die japanische Fed-Cup-Mannschaft. Von ihren sechs Partien konnte sie fünf gewinnen.
Am 11. Februar 2019 gab sie die Trennung von ihrem deutschen Trainer Sascha Bajin bekannt. Nachfolger wurde Jermaine Jenkins. Bereits nach dem Achtelfinal-Aus bei den US Open 2019 trennte sie sich wieder von Jenkins.
Bedingt durch die COVID-19-Pandemie fielen in der Saison 2020 die Wimbledon Championships aus, während die French Open in den September verschoben wurden. Ōsaka startete bei den Ende August beginnenden US Open, bei denen insgesamt 24 von den Top-100-Spielerinnen fehlten. Unter ihrem neuen Trainer Wim Fissette erreichte die an Nummer vier platzierte Ōsaka das Finale im Dameneinzel, das sie in drei Sätzen gegen die ungesetzte Wiktoryja Asaranka gewinnen konnte. Beide hatten sich zuvor schon im Finale des nach New York verlegten WTA-Turniers von Cincinnati gegenübergestanden, das Asaranka nach einer Verletzung Ōsakas kampflos gewonnen hatte.
Am 20. Februar 2021 gewann sie erneut die Australian Open, wo sie sich im Finale gegen Jennifer Brady mit 6:4 und 6:3 durchsetzte. Es war ihr vierter Grand-Slam-Titel. Bei den French Open 2021 zog sich Ōsaka nach der ersten Runde aus dem Turnier zurück. Ihr war zuvor mit einem Turnierausschluss gedroht worden, nachdem sie nach ihrem Auftaktsieg mit Verweis auf ihren mentalen Gesundheitszustand nicht an der beim Turnier verpflichtenden Pressekonferenz teilnahm und angekündigt hatte, auch im weiteren Verlauf des Turniers der Presse nicht zur Verfügung zu stehen. Im Juni 2021 sagte Ōsaka ihre Teilnahme am Turnier in Wimbledon ab. Bei der im selben Jahr abgehaltetenen Eröffnungsfeier der Olympischen Sommerspiele in Tokio entzündete sie im Olympiastadion als letzte Fackelläuferin das olympische Feuer. Als Mitfavoritin im Einzel gehandelt, schied Ōsaka im Achtelfinale gegen die Tschechin Markéta Vondroušová mit 1:6 und 4:6 aus.
Im Juli 2022 trennte sie sich von ihrem Trainer Wim Fissette. Dieser hatte sie seit 2019 betreut. Im Januar 2023 sagte Ōsaka zunächst die Teilnahme an den Australian Open ab, ehe sie wenige Tage später ihre Schwangerschaft bekannt gab. Als sie Anfang 2024 wieder auf die Tour zurückkehrte, wurde sie erneut von Wim Fissette betreut, von dem sie sich im September 2024 abermals trennte.

## Turniersiege

### Einzel
| Nr. | Datum              | Turnier             | Kategorie             | Belag     | Finalgegnerin                | Ergebnis       |
| --- | ------------------ | ------------------- | --------------------- | --------- | ---------------------------- | -------------- |
| 1.  | 18. März 2018      | Indian Wells        | WTA Premier Mandatory | Hartplatz | Darja Kassatkina             | 6:3, 6:2       |
| 2.  | 8. September 2018  | US Open (1)         | Grand Slam            | Hartplatz | Serena Williams              | 6:2, 6:4       |
| 3.  | 26. Januar 2019    | Australian Open (1) | Grand Slam            | Hartplatz | Petra Kvitová                | 7:62, 5:7, 6:4 |
| 4.  | 22. September 2019 | Tokio               | WTA Premier           | Hartplatz | Anastassija Pawljutschenkowa | 6:4, 6:1       |
| 5.  | 6. Oktober 2019    | Peking              | WTA Premier Mandatory | Hartplatz | Ashleigh Barty               | 3:6, 6:3, 6:2  |
| 6.  | 12. September 2020 | US Open (2)         | Grand Slam            | Hartplatz | Wiktoryja Asaranka           | 1:6, 6:3, 6:3  |
| 7.  | 20. Februar 2021   | Australian Open (2) | Grand Slam            | Hartplatz | Jennifer Brady               | 6:4, 6:3       |
| 8.  | 4. Mai 2025        | Saint-Malo          | WTA Challenger        | Sand      | Kaja Juvan                   | 6:1, 7:5       |

## Karrierestatistik und Turnierbilanz

### Einzel
Die Tabelle listet die Ergebnisse der Grand-Slam-Turniere, der Tour Championships, der Olympischen Spiele, des Fed Cups bzw. Billie Jean King Cups und der Turniere folgender Kategorien auf: 1990–2008: Tier I, 2009–2020: Premier Mandatory und Premier 5, ab 2021: WTA 1000.
| Turnier              | 2013 | 2014 | 2015 | 2016 | 2017 | 2018 | 2019 | 2020 | 2021 | 2022 | 2023 | 2024 | 2025 | Karriere |
| -------------------- | ---- | ---- | ---- | ---- | ---- | ---- | ---- | ---- | ---- | ---- | ---- | ---- | ---- | -------- |
| Australian Open      | —    | —    | —    | 3    | 2    | AF   | S    | 3    | S    | 3    | —    | 1    | 3    | 2 × S    |
| French Open          | —    | —    | —    | 3    | 1    | 3    | 3    | —    | 2    | 1    | —    | 2    | 1    | 3 × 3R   |
| Wimbledon            | —    | —    | Q1   | —    | 3    | 3    | 1    |      | —    | —    | —    | 2    | 3    | 3 × 3R   |
| US Open              | —    | —    | Q2   | 3    | 3    | S    | AF   | S    | 3    | 1    | —    | 2    |      | 2 × S    |
| WTA Finals           | —    | —    | —    | —    | —    | RR   | RR   |      | —    | —    | —    | —    |      | 2 × RR   |
| Doha                 | —    | —    |      | —    |      | 2    |      | —    |      | —    |      | VF   | —    | 1 × VF   |
| Dubai                |      |      |      |      | 2    |      | 2    |      | —    |      | —    | —    | —    | 2 × 2R   |
| Indian Wells         | —    | —    | —    | Q2   | 3    | S    | AF   |      | —    | 2    | —    | 3    | 1    | 1 × S    |
| Miami                | —    | —    | —    | 3    | 2    | 2    | 3    |      | VF   | F    | —    | 3    | AF   | 1 × F    |
| Rom                  | —    | —    | —    | —    | 1    | 2    | VF   | —    | 2    | —    | —    | AF   | AF   | 1 × VF   |
| Madrid               | —    | —    | —    | Q2   | —    | 1    | VF   |      | 2    | 2    | —    | 2    | —    | 1 × VF   |
| Cincinnati           | —    | —    | —    | Q2   | —    | 1    | VF   | F    | AF   | 1    | —    | Q2   | —    | 1 × F    |
| Kanada               | —    | —    | —    | Q1   | AF   | 1    | VF   |      | —    | 1    | —    | 2    | F    | 1 × F    |
| Tokio                | Q1   |      |      |      |      |      |      |      |      |      |      |      |      | 1 × Q1   |
| Wuhan                |      | —    | —    | —    | 1    | —    | —    |      |      |      |      | —    |      | 1 × 1R   |
| Peking               | —    | —    | —    | Q1   | 1    | HF   | S    |      |      |      | —    | AF   |      | 1 × S    |
| Guadalajara          |      |      |      |      |      |      |      |      |      | —    | —    |      |      | —        |
| Olympische Spiele    |      |      |      | —    |      |      |      | AF   |      |      |      | 1    |      | 1 × AF   |
| Billie Jean King Cup |      |      |      |      | K1   | PO   |      | —    | —    | —    | —    |      |      | 1 × PO   |

Zeichenerklärung: S = Turniersieg; F, HF, VF, AF = Einzug ins Finale, Halb-, Viertel-, Achtelfinale; 1, 2, 3 = Ausscheiden in der 1., 2., 3. Haupt- / Finalrunde; Q1, Q2, Q3 = Ausscheiden in der 1., 2. 3. Qualifikationsrunde; RR = Round Robin (Gruppenphase); nicht ausgetragen oder andere Kategorie; PO (Playoff), P2 = Auf-/Abstiegsrunde zur Weltgruppe I/II im Fed Cup; W2, K1, K2, K3 = Teilnahme in der Weltgruppe II, Kontinentalgruppe I, II, III im Fed Cup.
|                              | 2012 | 2013  | 2014  | 2015  | 2016  | 2017  | 2018  | 2019 | Gesamt  |
| ---------------------------- | ---- | ----- | ----- | ----- | ----- | ----- | ----- | ---- | ------- |
| Turnierteilnahmen            | 7    | 15    | 15    | 18    | 22    | 22    | 20    | 9    | 128     |
| Erreichte Finals             | 0    | 1     | 1     | 3     | 1     | 0     | 3     | 1    | 10      |
| Gewonnene Titel              | 0    | 0     | 0     | 0     | 0     | 0     | 2     | 1    | 3       |
| Hartplatz-Siege/-Niederlagen | 1:3  | 17:9  | 11:10 | 19:12 | 28:17 | 14:13 | 31:13 | 12:4 | 133:81  |
| Sand-Siege/-Niederlagen      | 6:4  | 8:5   | 2:3   | 5:3   | 5:4   | 5:5   | 5:4   | 9:2  | 45:30   |
| Rasen-Siege/-Niederlagen     | 0:0  | 0:0   | 2:2   | 4:2   | 1:1   | 4:4   | 6:3   | 0:0  | 17:12   |
| Teppich-Siege/-Niederlagen   | 0:0  | 0:1   | 0:0   | 3:1   | 0:0   | 0:0   | 0:0   | 0:0  | 3:2     |
| Gesamt-Siege/-Niederlagen    | 7:7  | 25:15 | 15:15 | 31:18 | 34:22 | 23:22 | 42:20 | 21:6 | 198:125 |
| Weltranglistenpunkte         | –    | –     | –     | –     | –     | –     | 5115  |      | N/A     |
| Jahresendposition            | 1028 | 430   | 250   | 203   | 40    | 68    | 5     |      | N/A     |

Anmerkung: Diese Statistik berücksichtigt alle Ergebnisse im Einzel, so wie es auf der WTA- und ITF-Seite steht. Dargestellt sind nur WTA-Turniere der Kategorien Premier Mandatory und Premier 5.
Die letzte Aktualisierung erfolgte nach den French Open 2019.

### Doppel
| Turnier         | 2016 | 2017 | 2018 | Karriere |
| --------------- | ---- | ---- | ---- | -------- |
| Australian Open | —    | 1    | —    | 1        |
| French Open     | 2    | —    | —    | 2        |
| Wimbledon       | —    | 1    | —    | 1        |
| US Open         | 1    | 1    | —    | 1        |

## Auszeichnungen
- WTA „Newcomer Of The Year“ – 2016[25]
- Laureus World Sports Awards: Durchbruch des Jahres – 2019
- Associated Press Athlete of the Year – 2020
- Sports Illustrated Sportler des Jahres – 2020